# Kitalpha
Kitalpha (Alfa Equulei, Alfa Equ, α Equ) je nejjasnější hvězda v souhvězdí Koníčka. Tradiční název vznikl jako zkratka z arabského قطعة الفرس (qiṭ‘a(t) al-faras, kousek koně).  Je to hvězda s vysokým vlastním pohybem vzdálená pouhých 190 světelných let.
Na pohled je α Equulei obrem typu G se zdánlivou hvězdnou velikostí +3,92m, ale jedná se o spektroskopickou dvojhvězdu složenou ze dvou samostatných hvězd.
Primární hvězda je obrem typu G7, který je asi padesátkrát svítivější než Slunce. Má efektivní teplotu 5 100 K a poloměr 9,2krát větší než Slunce.
Sekundární hvězda je trpaslík typu A, který je asi 26krát svítivější než Slunce. Má efektivní teplotu 8 150 K a poloměr 2,6krát větší než Slunce. Jedná se o chemicky zvláštní hvězdu typu Am.
Obě hvězdy obíhají po kruhové dráze každých 98,8 dne. Jejich oběžné rychlosti umožňují vypočítat jejich hmotnosti na 2,3 {\displaystyle M_{\odot }} a 2,0 {\displaystyle M_{\odot }}.